# Желябовка
Желя́бовка (до 1925 года Андре́евка, до второй половины XIX века Чая́; укр. Желябовка, крымскотат. Çaya, Чая) — село в Нижнегорском районе Республики Крым, центр Желябовского сельского поселения (согласно административно-территориальному делению Украины — Желябовского сельского совета Автономной Республики Крым).

## Население
| 2001 | 2014  |
| ---- | ----- |
| 3163 | ↘2669 |

Всеукраинская перепись 2001 года показала следующее распределение по носителям языка
| Язык             | Процент |
| ---------------- | ------- |
| русский          | 79.01   |
| крымскотатарский | 13.4    |
| украинский       | 6.92    |
| другие           | 0.06    |

### Динамика численности
| - 1886 год — 473 чел. - 1892 год — 633 чел. - 1897 год — 998 чел. - 1900 год — 687 чел. - 1915 год — 1031/417 чел. - 1926 год — 1222 чел. | - 1939 год — 1601 чел. - 1974 год — 2617 чел. - 1989 год — 3408 чел. - 2001 год — 3163 чел. - 2009 год — 3040 чел. - 2014 год — 2669 чел. |

## Современное состояние
На 2017 год в Желябовке числится 22 улицы, 5 переулков и территория Комплекс зданий и сооружений 18В; на 2009 год, по данным сельсовета, село занимало площадь 240 гектаров на которой, в 806 дворах, проживало более 3 тысяч человек. В селе действуют средняя школа, детский сад «Родничок», амбулатория общей практики семейной медицины, отделение почты России, сельский дом
культуры, библиотека-филиал № 6, храм великомученика Георгия Победоносца, мечеть. Желябовка связана автобусным сообщением с Симферополем, райцентром и соседними населёнными пунктами.

## География
Село расположено в северо-восточной, степной части Крымского полуострова, на обоих берегах реки Биюк-Карасу в нижнем течении. Расстояние до райцентра — около 6 километров (по шоссе), ближайшая железнодорожная станция — разъезд 50 км (на линии Джанкой — Феодосия) — примерно в 3 километрах. Высота центра села над уровнем моря — 28 м. Транспортное сообщение осуществляется по региональным автодорогам 35Н-016 Нижнегорский — Белогорск и 35Н-373 Желябовка — Советский (по украинской классификации — Т-0-112 и С-0-10917).

## История
Нынешняя Желябовка, как Андреевка, была основана рядом со старинной деревней Урус-Коджа Шейих-Монахской волости Феодосийского уезда. После Крымской войны 1853—1856 годов опустевшие, в результате эмиграции крымских татар в Турцию, земли получили участники Крымской войны помещик Андрей Нелидов (отсюда новое название) и морские офицеры братья Соичи. Тогда же началось переселение крестьян в Андреевку из внутренних губерний России. На другом берегу реки поселились переселенцы болгары. Между собой болгары называли поселение Андреевка, Чая и Белая Гавань. После 4 июня 1871 года, в свете «Правил об устройстве поселян-собственников, бывших колонистов», утверждённых Александром II, Андреевку включили в состав Кишлавской волости и в том же году в деревне была открыта начальная школа. На 1886 год в болгарской колонии Андреевка (Чая), согласно справочнику «Волости и важнѣйшія селенія Европейской Россіи», проживало 473 человека в 73 домохозяйствах, действовали часовня, школа и лавка.
По «…Памятной книжке Таврической губернии на 1892 год» в Андреевке, входившей в Андреевское сельское общество, числилось уже 633 жителя в 58 домохозяйствах.
После земской реформы 1890-х годов Андреевку определили центром Андреевской волости. Перепись 1897 года зафиксировала в деревне 998 жителей, из них 967 православных. По «…Памятной книжке Таврической губернии на 1900 год» в селе Андреевка числилось 687 жителей в 104 дворах, 21 апреля и 25 сентября в Андреевке проводились ежегодные трёхдневные ярмарки. На 1914 год в селении действовало земское училище. По Статистическому справочнику Таврической губернии. Ч.II-я. Статистический очерк, выпуск пятый Феодосийский уезд, 1915 год, в селе Андреевка (оно же Чая) Андреевской волости Феодосийского уезда числилось 222 двора (160 дворов с землёй, 62 — безземельные) с болгарским населением в количестве 1031 человек приписных жителей и 417 — «посторонних», из которых 744 мужчины и 704 женщины. Жители владели 2700 десятинами удобной земли. В хозяйствах имелось 265 лошадей, 526 волов, 124 коровы и 2032 головы мелкого скота. На 1917 год в селении действовали почтовое отделение, кредитное товарищество.
Во время гражданской войны, 28 июля 1919 года в Андреевке, в бою с деникинцами, погибли 5 красноармейцев (известны фамилии двоих: Желябов и Жургалевич). Павших захоронили в селе в братской могиле на которой установлен памятник — бетонная пирамидка со звездой и табличкой.
После установления в Крыму Советской власти, по постановлению Крымревкома № 206 «Об изменении административных границ» от 8 января 1921 года была упразднена волостная система и село вошло в состав Ичкинского района Феодосийского уезда, а в 1922 году уезды получили название округов. 11 октября 1923 года, согласно постановлению ВЦИК, в административное деление Крымской АССР были внесены изменения, в результате которых округа были отменены, Ичкинский район упразднили, включив в состав Феодосийского в состав которого включили и село. 1 мая 1925 года Андреевку переименовали в Желябовку — по преданию управляющими поместья помещиков Соичев селе были родители революционера Андрея Желябова. Согласно Списку населённых пунктов Крымской АССР по Всесоюзной переписи 17 декабря 1926 года, в селе Желябовка (она же Андреевка), центре Желябовского сельсовета (в коем состоянии село пребывает всю дальнейшую историю) Феодосийского района, числилось 312 дворов, из них 287 крестьянских, население составляло 1222 человека, из них 934 болгарина, 193 русских, 46 украинцев, 24 армянина, 7 греков, 7 чехов, 6 немцев, 1 записан в графе «прочие», действовали 2 русские школы: I ступени (пятилетка) и вечерняя (школа крестьянской молодёжи). В 1927 году организованы три товарищества по совместной обработке земли: «Новый путь», «Большевик» и «Красногвардеец», в 1928 году объединённые в сельхозартель «Новый путь», переименованную в 1931 году в артель им. Желябова. Постановлением ВЦИК «О реорганизации сети районов Крымской АССР» от 30 октября 1930 года был создан Сейтлерский район (по другим сведениям 15 сентября 1931 года) и село передали в его состав. В 1938 году в Желябовке открыли среднюю школу, в 1939 году в селе было 369 дворов и 1600 жителей. Видимо, в эти годы в Желябовку включили Урус-Коджу, поскольку в доступных источниках, после переписи 1926 года, как самостоятельный населённый пункт не встречается. По данным всесоюзная перепись населения 1939 года в селе проживал 1601 человек.

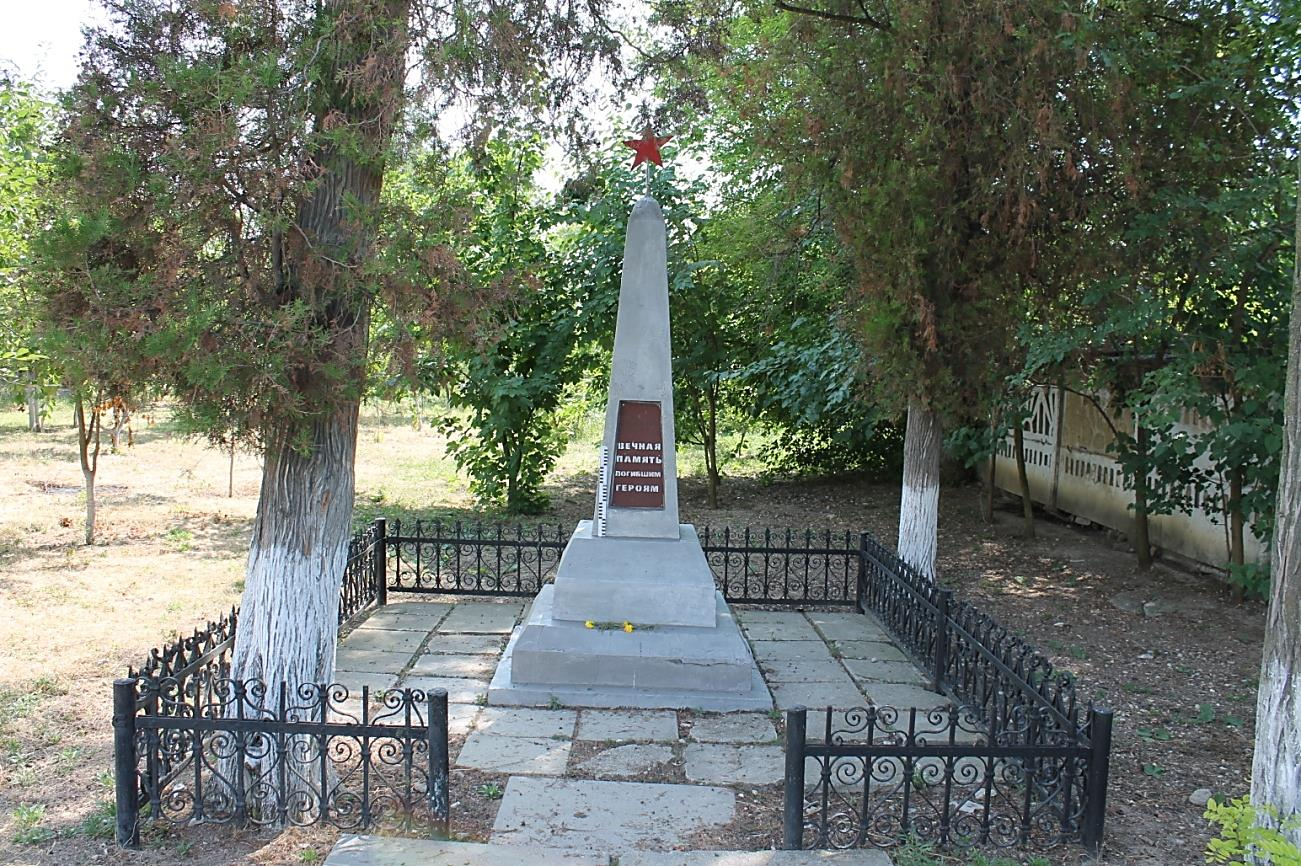
Братская могила.
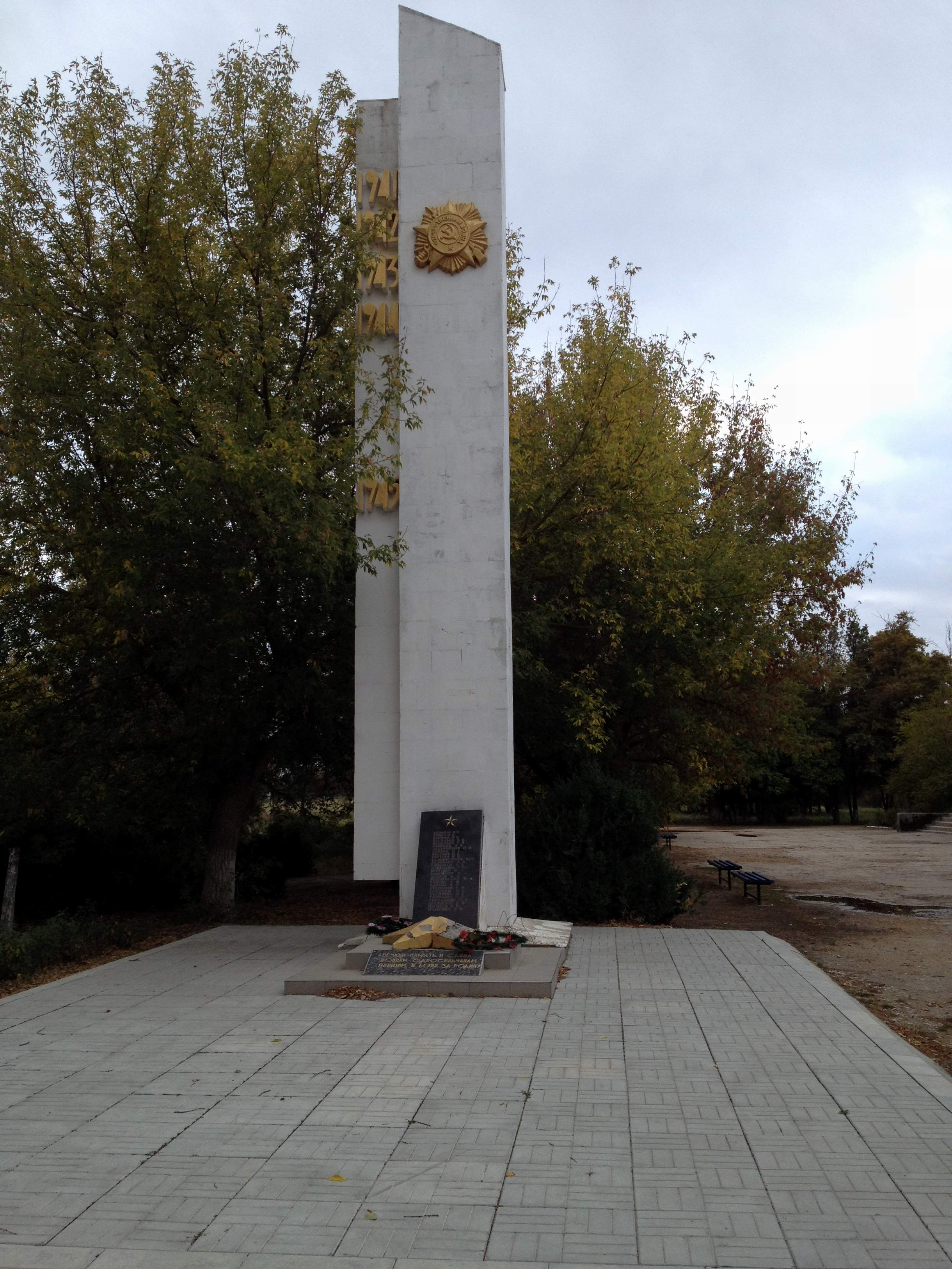
Памятный знак в честь воинов-односельчан

В годы Великой Отечественной войны 30 октября 1941 года фашисты оккупировали Желябовку. На фронтах и в партизанских отрядах сражались многие жители, 57 из них награждены орденами и медалями, 29 погибли. В их честь в 1982 году (по другим данным — в 1985 году) в центре села, у дома культуры, установлен памятный знак работы скульптора М. Н. Гнездилова. Постановлением Совета министров Республики Крым № 627 от 20 декабря 2016 года оба памятника — красноармейцам и воинам-односельчанам отнесены к категории объектов культурно-исторического наследия России регионального значения.
В 1944 году, после освобождения Крыма от фашистов (село освободили 13 апреля 1944 года войска 51-й армии), согласно Постановлению ГКО № 5984сс от 2 июня 1944 года, 27 июня болгары из Желябовки были депортированы в Пермскую область и Среднюю Азию. 12 августа 1944 года было принято постановление № ГОКО-6372с «О переселении колхозников в районы Крыма» и в сентябре 1944 года в район приехали первые новоселы (320 семей) из Тамбовской области, а в начале 1950-х годов последовала вторая волна переселенцев из различных областей Украины. С 25 июня 1946 года Желябовка в составе Крымской области РСФСР, а 26 апреля 1954 года Крымская область была передана из состава РСФСР в состав УССР. В 1959 году колхоз им. Желябова переименован в имени XXI създа КПСС. С 1960 года (поскольку на эту дату село ещё числилось в составе совета) к Желябовке присоединили Красноселье (согласно справочнику «Крымская область. Административно-территориальное деление на 1 января 1968 года» — в период с 1954 по 1968 годы). По данным переписи 1989 года в селе проживало 3408 человек. С 12 февраля 1991 года село в восстановленной Крымской АССР, 26 февраля 1992 года переименованной в Автономную Республику Крым. С 21 марта 2014 года в составе Крыма аннексирована Россией.